# Brue-Auriac
Brue-Auriac è un comune francese di 1 215 abitanti situato nel dipartimento del Var della regione della Provenza-Alpi-Costa Azzurra.

## Società

### Evoluzione demografica
Abitanti censiti